# Черноплечий благородный попугай
Черноплечий благородный попугай (лат. Tanygnathus megalorynchos) — вид птиц из семейства Psittaculidae.

## Внешний вид
Длина тела — до 44 см. Окраска оперения зелёного цвета. Нижняя часть спины лазурно-голубого цвета, с боков тело жёлтое, брюшко имеет желтоватый оттенок. Кроющие перья крыла голубовато-зелёные или светло-голубые, средние кроющие имеют ярко-жёлтое окаймление с чёрными пятнышками. Окраска хвоста зелёная, кончик его жёлтый. Радужка жёлтая. Клюв массивный, красный.
Населяют тропические леса. Питаются, главным образом, плодами.

## Содержание
Это довольно спокойные попугаи, быстро приручаются.

## Распространение
Обитает в Индонезии, на Молуккских островах.

## Классификация
Выделяют 5 подвидов:
- Tanygnathus megalorynchos affinis Wallace, 1863
- Tanygnathus megalorynchos hellmayri Mayr, 1944
- Tanygnathus megalorynchos megalorynchos (Boddaert, 1783)
- Tanygnathus megalorynchos subaffinis P. L. Sclater, 1883
- Tanygnathus megalorynchos sumbensis Meyer, 1881